# 란자나 문자
란자나 문자(Rañjanā script (Lantsa))는 11세기에 개발된 아부기다 문자 체계로 20세기 중반까지 네팔에서 티베트에 이르는 지역에서 카트만두 계곡의 유서 깊은 주민인 네와르족이 산스크리트어와 네와르어를 쓰기 위해 사용되었다. 오늘날에는 인도의 불교 사원, 중국, 특히 티베트 자치구, 쓰촨성, 윈난성, 칭하이성, 간쑤성, 몽골, 일본의 불교 사원에서도 사용된다. 보통 왼쪽에서 오른쪽으로 쓰지만 쿠탁샤르 형태는 위에서 아래로 쓴다. 이 문자는 또한 네팔의 표준 서예 문자로 여겨진다.

## 개발
란자나 문자는 1100년경에 개발된 브라흐미계 문자이다. 인도에서 사용되었으며 네팔에서 네와르인들이 네와르어를 쓰기 위해 여전히 사용되고 있다. 이 문자는 또한 대부분의 마하야나와 바지야나 수도원에서도 사용된다. 쁘라찰리트 네팔 문자와 함께 네팔의 문자 중 하나로 여겨진다.
카피타나가르의 비크수 아난다가 금 잉크로 쓴 빈야경은 네팔 삼밧 345년(서기 1215년)으로 거슬러 올라간다.

## 문자

### 모음
| a अ | aḥ अः | ā आ | āḥ आः | i इ | ī ई  | u उ | ū ऊ  | ṛ ऋ   | ṝ ॠ   |       |
| ḷ ऌ | ḹ ॡ  | e ए | ai ऐ | o ओ | au औ | ã अँ | aṃ अं | ay अय् | āy आय् | ey एय् |

### 자음
| k क | kh ख | g ग | gh घ | ṅ ङ |
| c च | ch छ | j ज | jh झ | ñ ञ |
| ṭ ट | ṭh ठ | ḍ ड | ḍh ढ | ṇ ण |
| t त | th थ | d द | dh ध | n न |
| p प | ph फ | b ब | bh भ | m म |
| y य | r र  | l ल | v व  |     |
| ś श | ṣ ष  | s स | h ह  |     |

| kṣ क्ष | tr त्र | jñ ज्ञ |

### 모음 분음부호

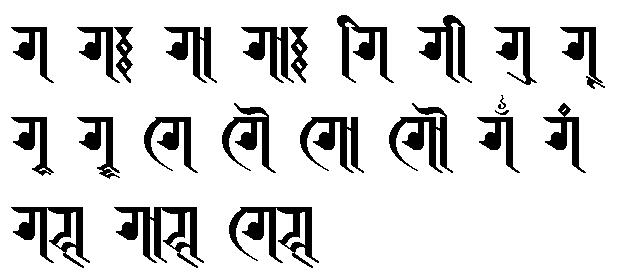
란자나 문자 'ग'의 모음 분음부호.
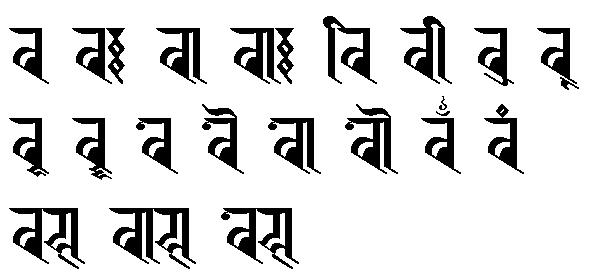
란자나 문자 'ब'의 모음 분음부호.
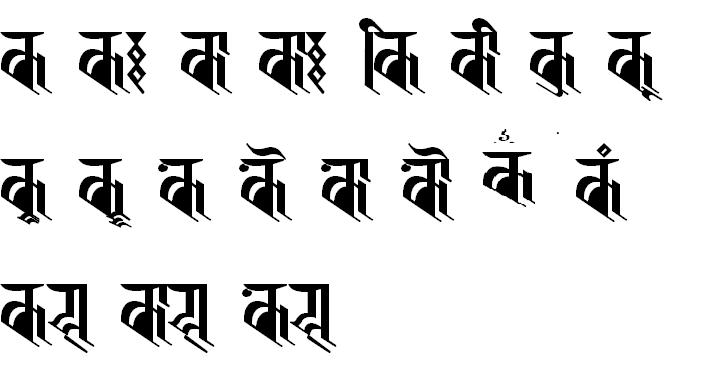
란자나 문자 'क'의 모음 분음부호.

란자 문자에서 모음 आ ā, ए e, ऐ ai/ē, ओ o, औ au/ō를 나타내는 결합 기호의 모양은 8개의 자음 ख kha, ग ga, n ञ nya, ठ ṭha ण ṇa, थ tha, ध dha, श sha와 결합될 때(또는 이들 중 하나가 조합의 첫 번째 자음인 경우)다른 형태를 취한다 (또한 आ ā 또는 ī를 나타내는 세로 기호는 자음 क ka, ज्ञ ja 또는 ठ ṭha와 결합될 때 더 짧은 형태를 취할 수 있다.)

### 숫자
| 0 ० | 1 १ | 2 २ | 3 ३ | 4 ४ | 5 ५ | 6 ६ | 7 ७ | 8 ८ | 9 ९ |

## 사용

란자나 문자로 표현한 'Om' 음절
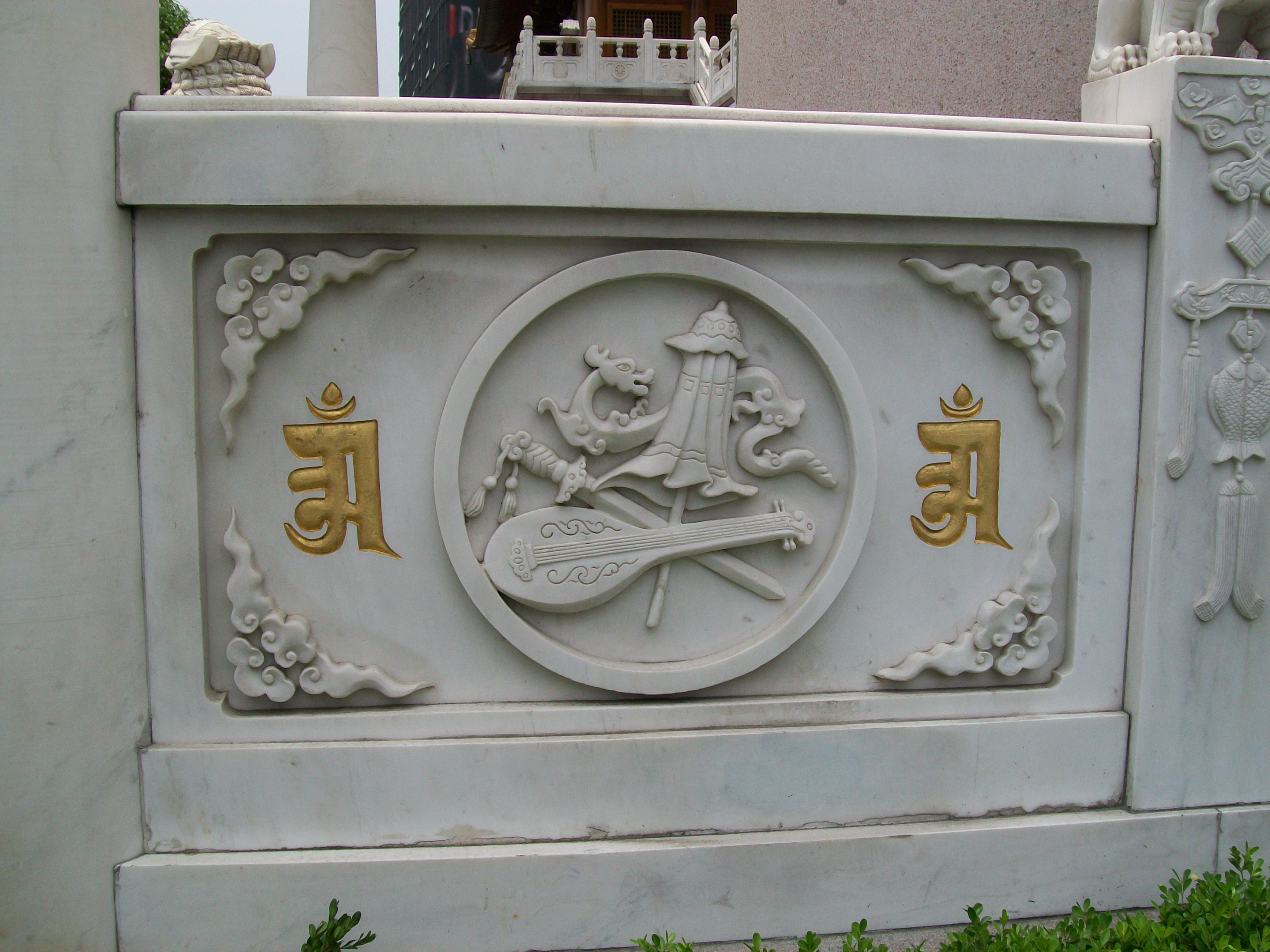
중국 상하이 정안사의 사천왕 도구 양쪽에 있는 란자나 "Oṃ" 음절.
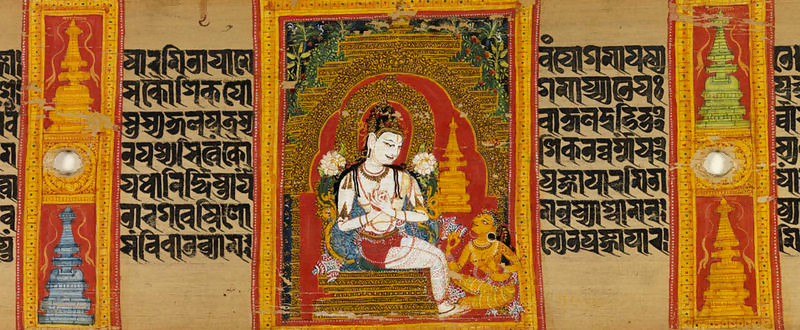
란자나 문자로 된 산스크리트어 문서인 반야경, 12세기 인도.
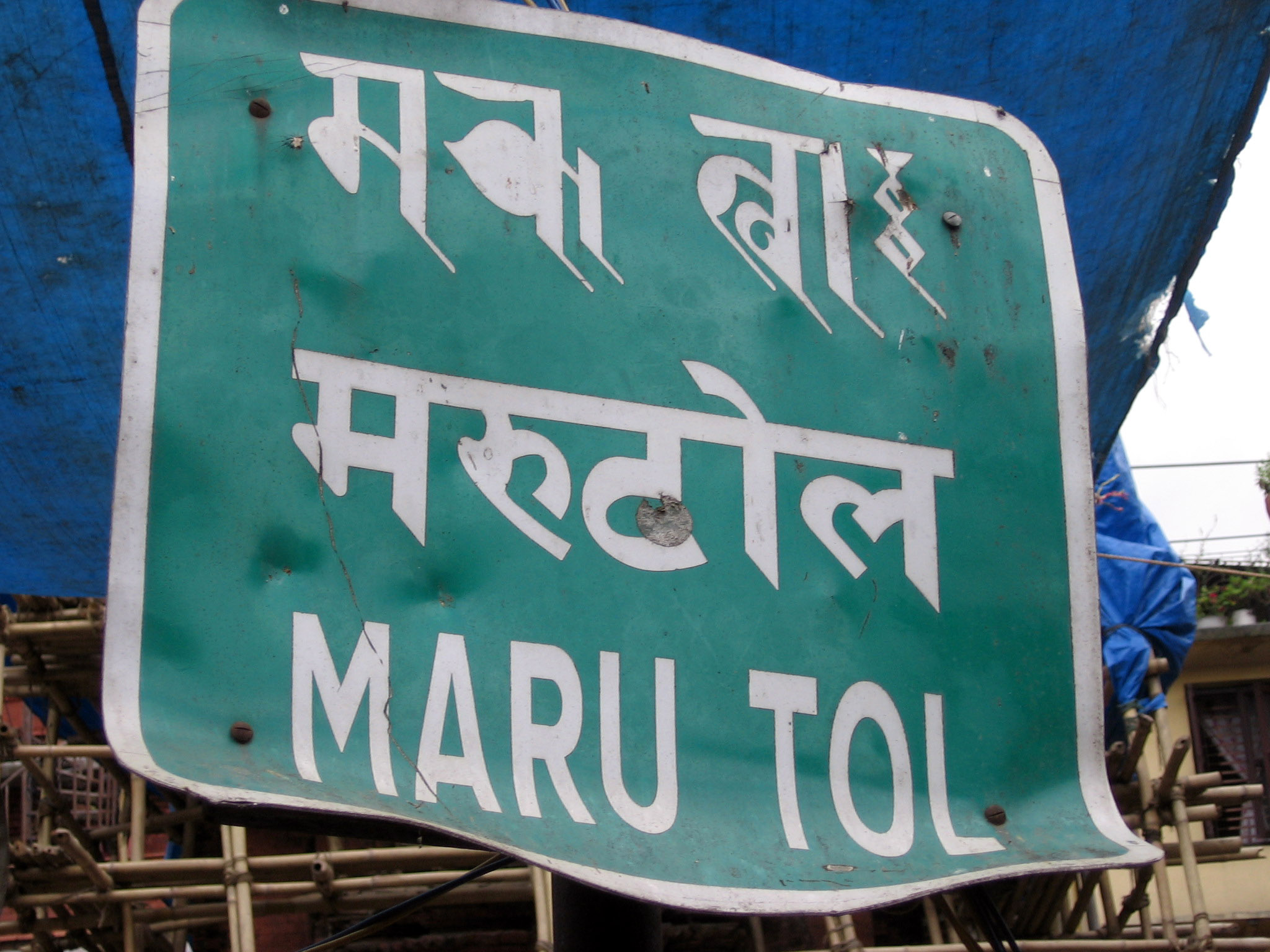
카트만두의 거리 표지판, 위에서 부터 란자나 문자, 데바나가리 문자, 영어.
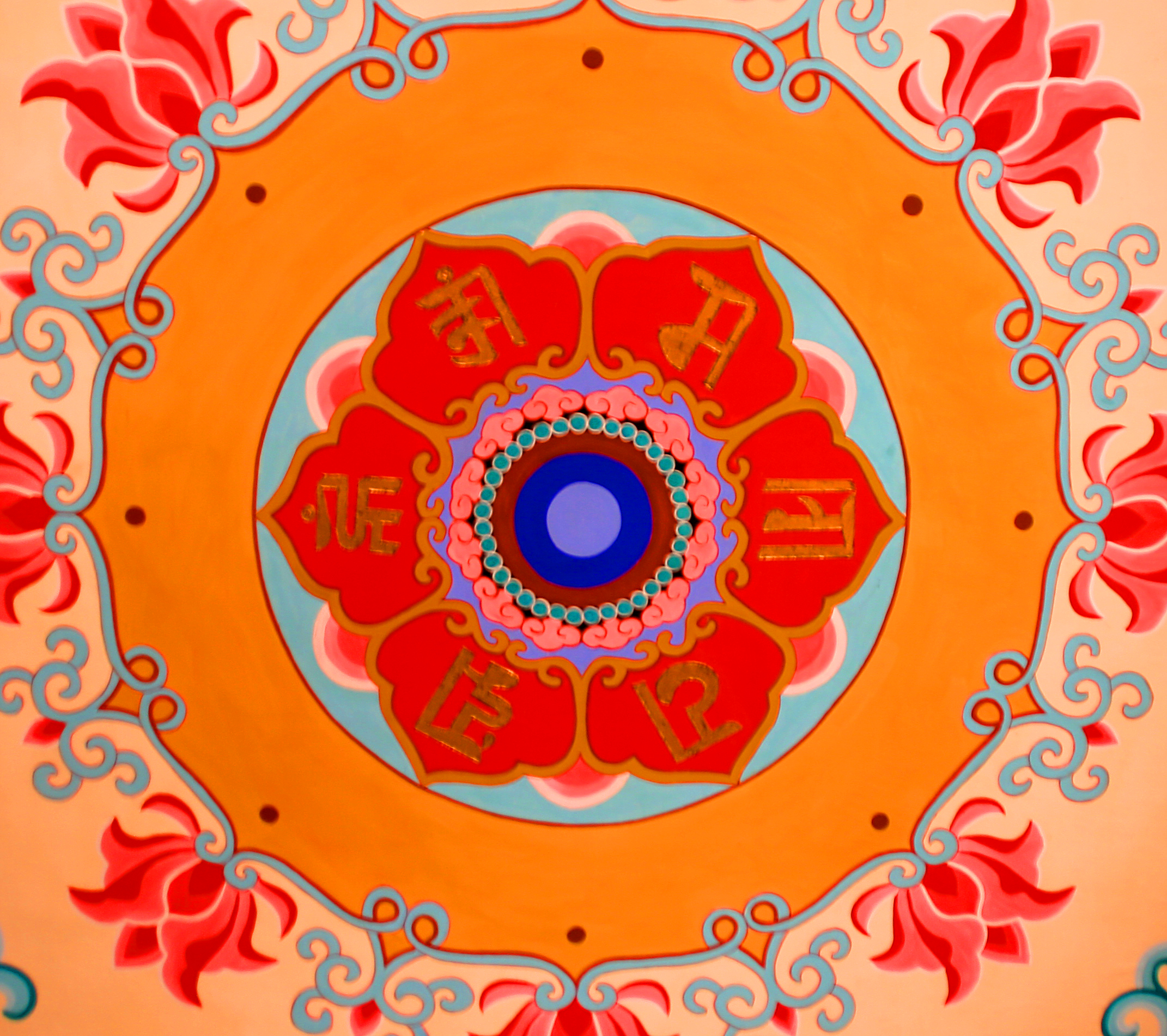
중국 톈진의 한 불교 사원 천장에 있는 란자나 문자의 만트라 문장.

란자나 문자는 주로 힌두교와 불교 경전과 산스크리트어로 된 문학을 작성하는데 사용되며, 네와르족 공동체에서 사용하는 산스크리트어 및 불교 혼합 산스크리트어로 쓰여진다. 란자나 문자는 네팔에서 네와르어로 된 "높은 신분" 문서(결혼 초대장, 증명서 등)를 인쇄하거나 네와르어로 된 책 표지에도 사용되고 있다. 마하야나와 바지야나 불교 전통에서는 성관음의 옴 마니 파드메 훔 만트라, 타라보살의 옴 타레 투타레 투레 스바하(Om tare tuttare ture svaha) 만트라, 문수보살의 옴아라파차나디(Om a ra pa ca na dhi) 만트라 등 다양한 만트라를 작성하는데 쓰이고 있다. 이 문자는 힌두교 경전에서도 사용된다.
중국 불교와 다른 동아시아 불교에서 만트라와 다라니의 표준 산스크리트 문자는 란자나 문자가 아닌 당나라 때 중국에서 널리 전파된 초기 싯담 문자였다. 물론 중국 제국 말기에 티베트 불교의 영향으로 란자나 문자가 대중화되어 동아시아 전역에서도 이 문자가 발견되지만 싯담 문자만큼 흔하지는 않다. 베트남에서 란자나 문자는 특히 Huế와 같은 중부 지역의 승려들이 불교 의식에서 자주 사용힌다. 부적은 종종 준제보살의 만트라인 "옴 마니 파드메 훔" 또는 "옴 찰레 출레 춘디 스바하(Om cale cule cundi svaha)"라고 읽는 란자나 만트라를 사용하여 만들어진다. 이 문자는 또한 베트남 토속 무당들에 의해 중국에서 건너온 도교 민속 종파인 로반파이(Lỗ Ban phái, 목수의 조사인 노반의 이름을 따옴)와 같은 부적을 사용할 때 채택되었다.

### 티베트
란자나 문자가 티베트에 소개되었을 때 라니자(Lanydza, 티베트문: ལཉྫ་)로 불렸는데, 이는 단순히 산스크리트어 लञ्ज 또는 Lañja('꼬리'또는 '발'을 의미)를 티베트어로 표기한 것이다. 라니자는 오늘날 네팔에서 쓰이는 표준 란자나어와는 다소 차이가 있다. 특히 일부 자음과 합자의 모양이 다르며 모음 분음 부호는 일반적으로 자음 ख kha, ग ga, n ञ nya, ठ ṭha ण ṇa, ध dha श sha 와 -위에서 설명한 대로- ठ 문자를 제외하고는 바뀌지 않는다. 숫자나 숫자의 모양도 다르다.
티베트에서는 불교 문헌을 산스크리트어로 쓸 때 라니자 변형이 사용된다. 이러한 문헌의 예로는 성묘길상진실명경 금강반야바라밀경, 소품반야경 등이 있다. 라니자 문자는 마하뷰트파티(Mahāvyutpatti)와 같은 일부 산스크리트어-티베트어 사전의 사본과 인쇄판에서도 발견된다. 그리고 산스크리트어 제목에도 종종 라니자로 쓰여지고 티베트 문자에서 음역과 번역이 뒤따르는 티베트어 문장의 제목 페이지에도 자주 사용된다. 이 문자는 또한 봉헌을 위하 불상과 부도에 삽입된 만트라와 다라니, 그리고 특정한 만다라를 그리는 데에도 사용된다(일본의 싯담 문자 사용과 유사).
라니자는 종종 마니차의 바깥, 그리고 티베트 사원의 문, 벽, 대들보, 기둥에서 장식적으로 자주 보인다.
라니자(Lanydza)라는 용어는 다음과 같은 수많은 대체 철자가 존재한다.:
- Lanja
- Landzha
- Lantsa
- Lantsha
- Lentsa
- Lendza

## 모노그램 (쿠탁샤르)

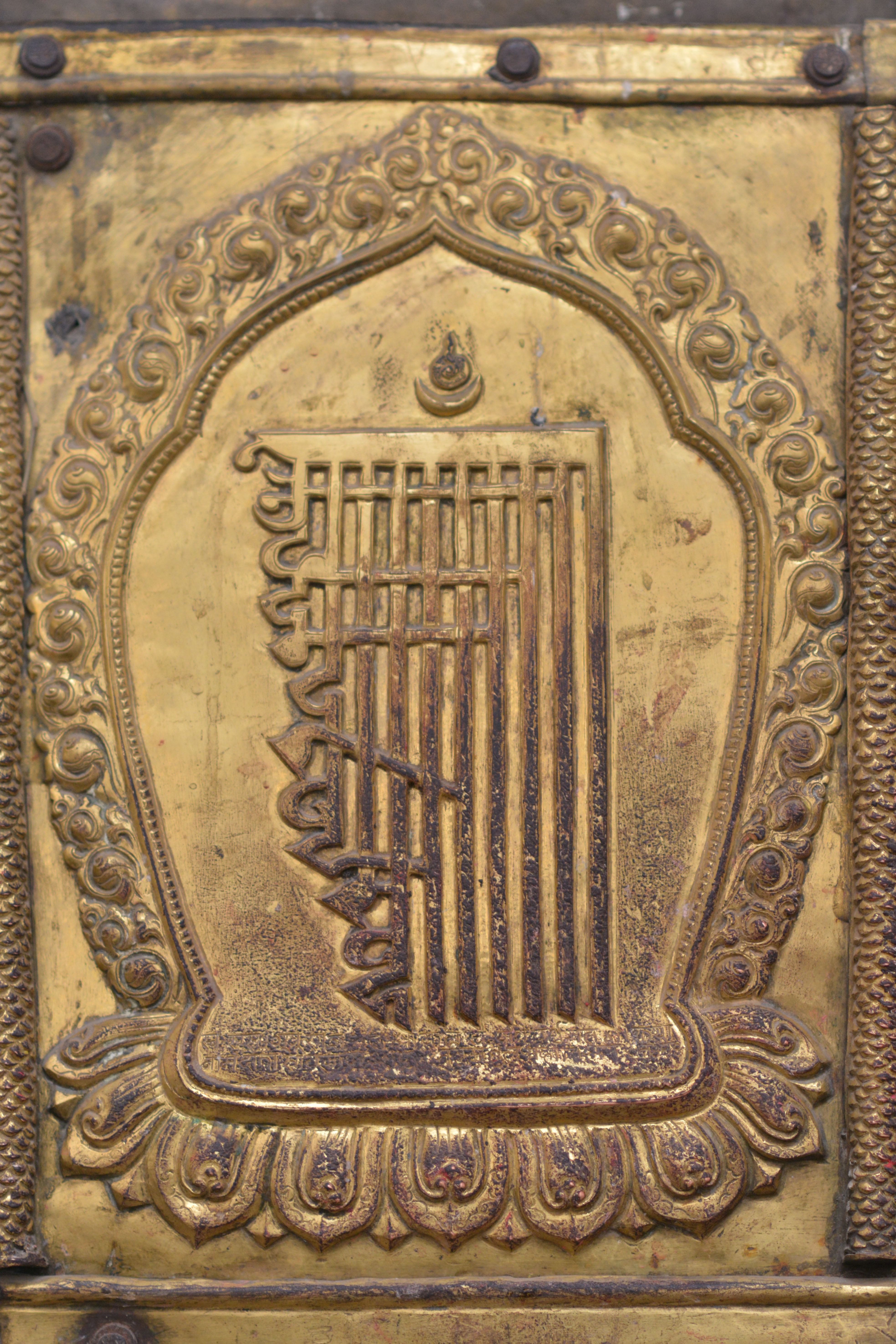
자나 바할의 정면에 있는 쿠탁샤르 모노그램

쿠탁샤르(Kutākshar)는 란자나 문자의 모노그램이며, 모노그램으로 쓸 수 있는 네팔 문자 중 하나이다.

## 20세기 이후 현대 네팔
20세기 중반에 쓰이지 않게 되었으나, 시간이 지나면서 적극적으로 사용이 증가했다. 카트만두, 랄리트푸르, 바크타푸르, 티미, 키르티푸르, 바네파 등 많은 지방 자치 단체에서 간판, 표지판 등에 사용된다. 카트만두에서는 문자를 홍보하기 위한 정기적인 프로그램이 열리고 언어 보존을 위한 훈련 수업이 열린다. 이 문자는 네팔 바사 운동에 의해 지지되고 있으며 신문과 웹사이트의 제목에 사용되고 있다.
네팔-독일 프로젝트는 란자나 문자의 필사본을 보존하기 위해 노력하고 있다..
이 문자를 위한 유니코드 블록도 에버타입에 의해 제안되었다.

## 사진첩

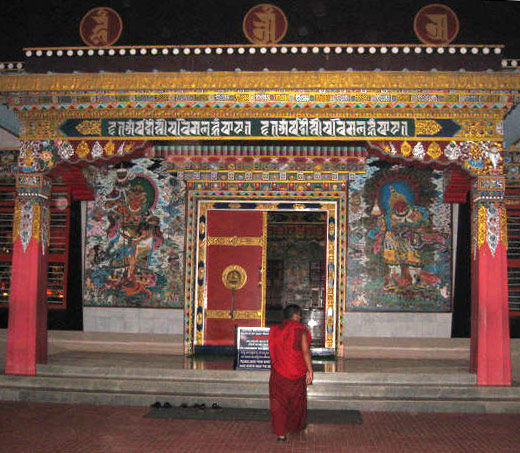
란자나의 라니자 형태를 장식적으로 사용한 닝마파 티베트 불교 사원.
란자나의 라니자 형태와 티베트 문자로 된 바즈라 구루의 만트라
란자나의 라니자 형태와 티베트 문자로 된 타라보살의 만트라.
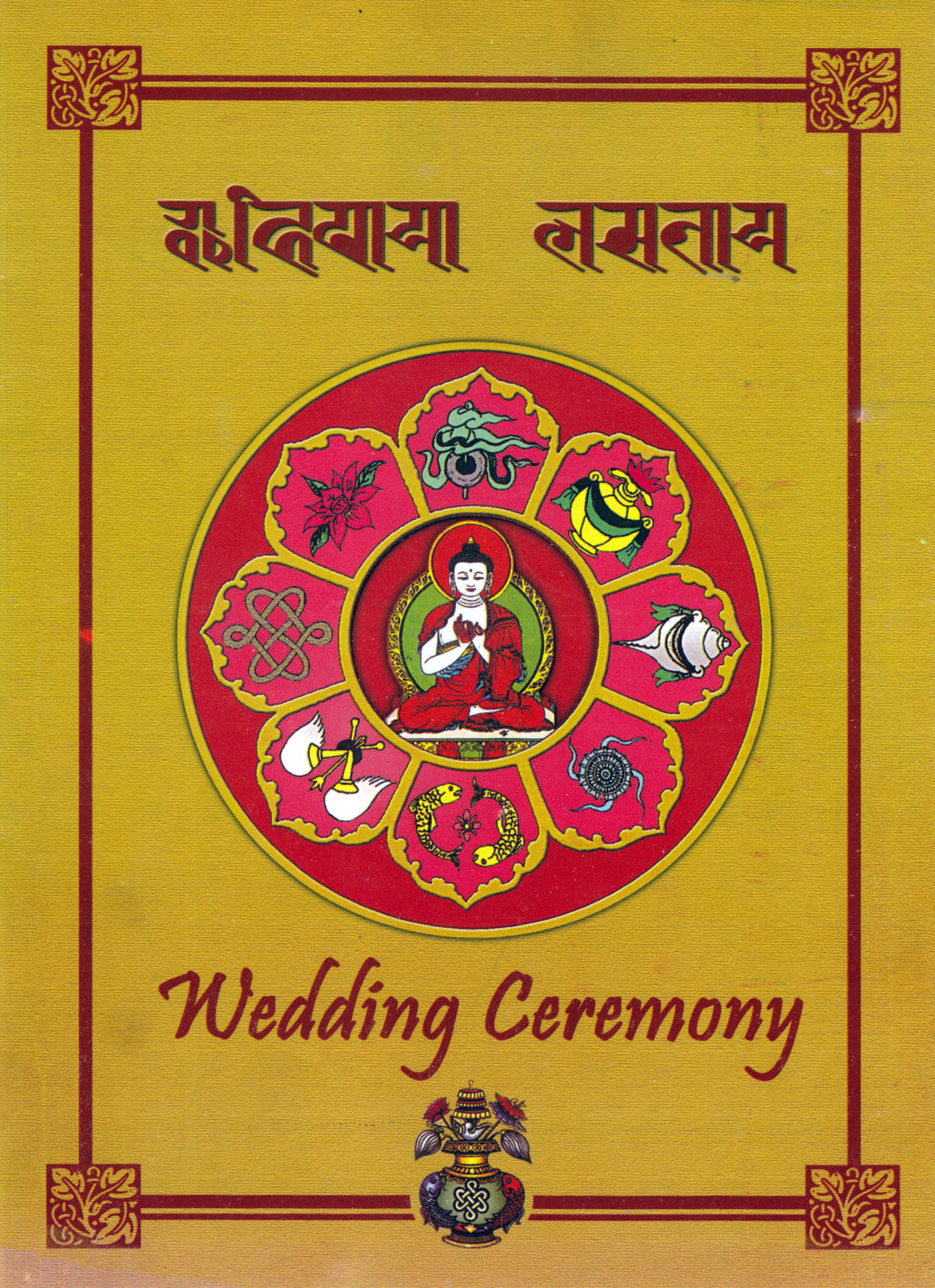
초대장.
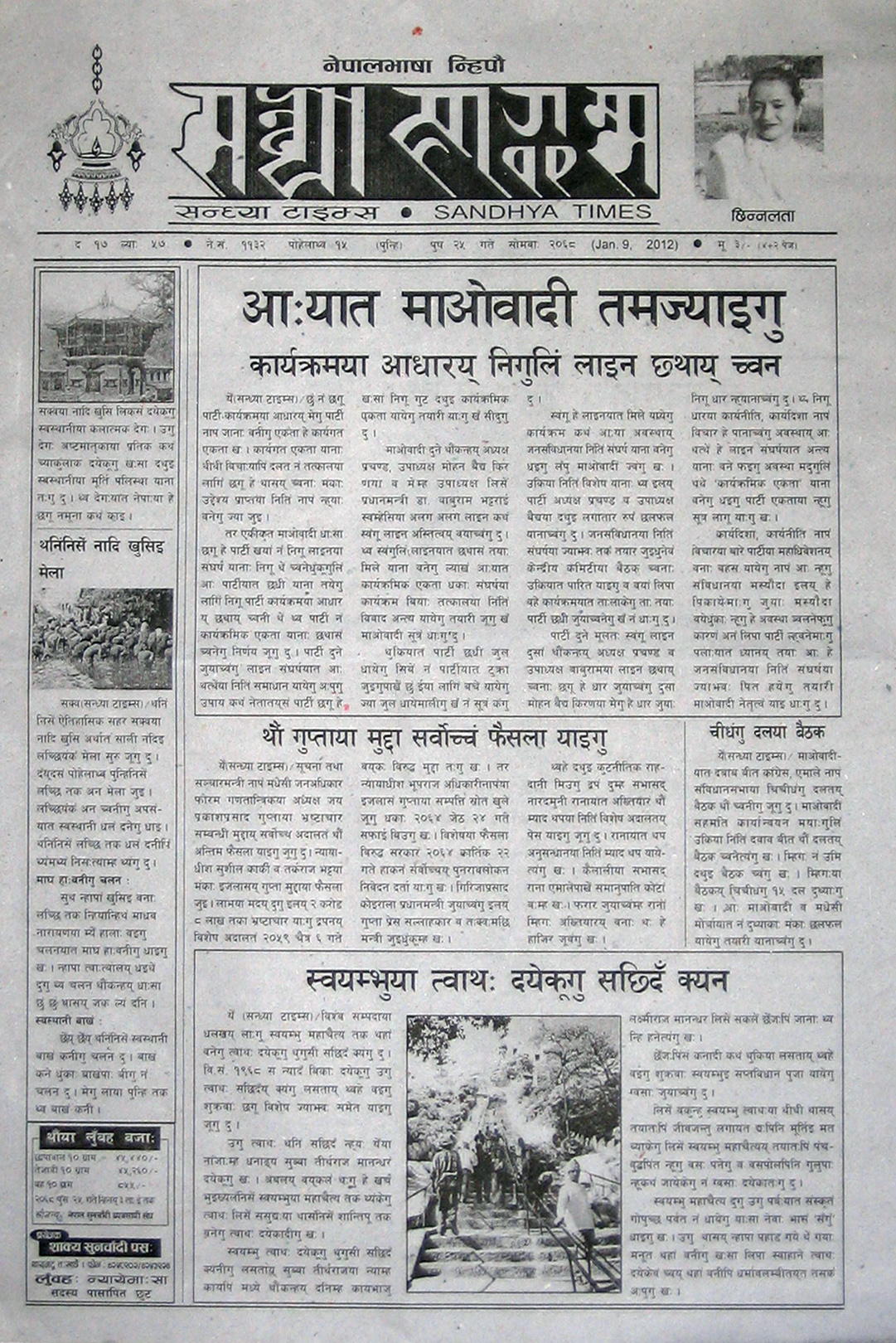
일간 산드햐(Sandhya) 타임즈
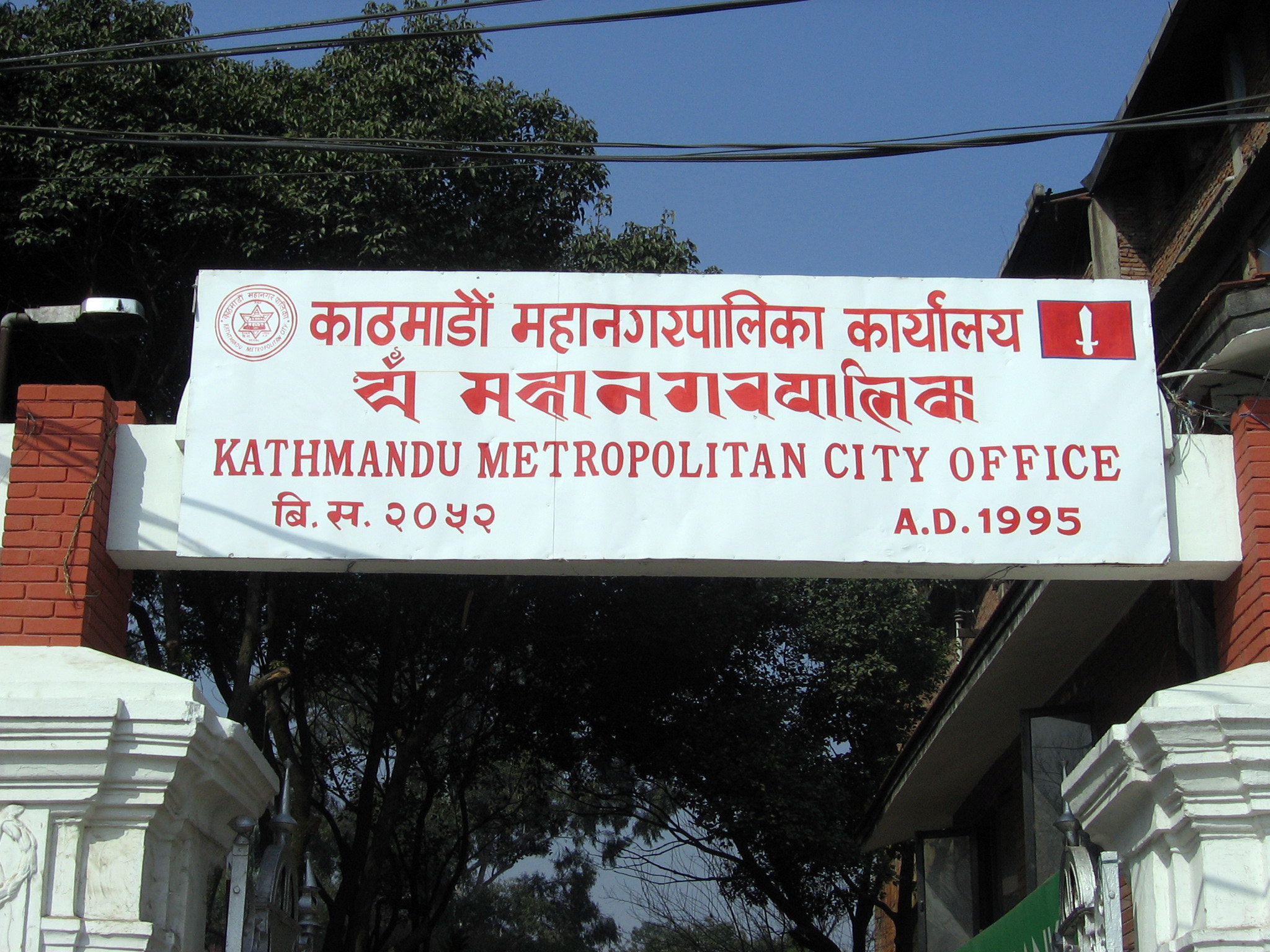
란자나 문자로 작성된 카트만두 시청 간판(두번째 줄).